# بزهکاری نوجوانان

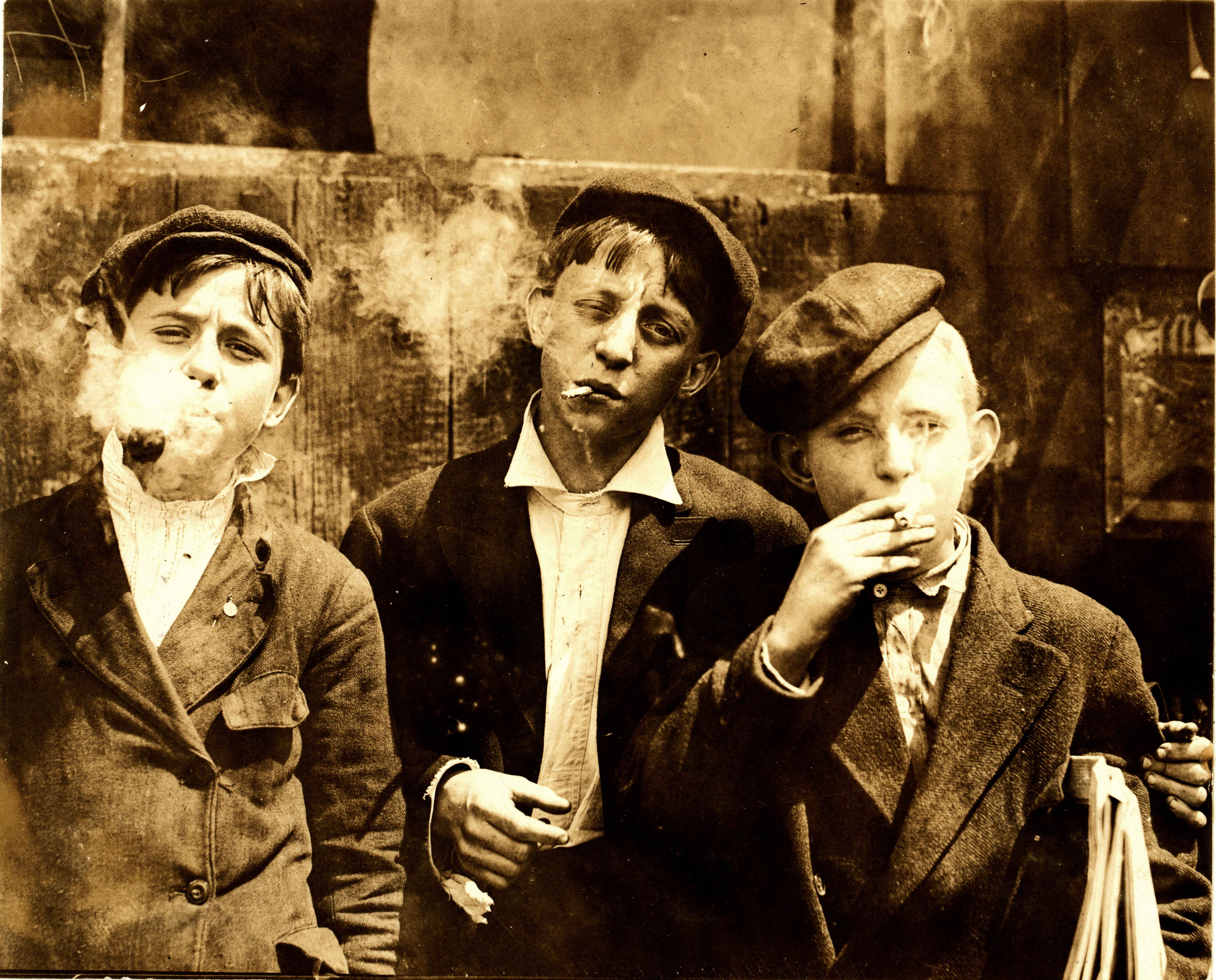
سیگار کشیدن توسط نوجوانان

بزهکاری نوجوانان به انجام اعمال غیر قانونی توسط افرادی با سن پایین (که توسط قانون تعیین می‌شود) گفته می‌شود. در کشورهای مختلف، اغلب رَویه‌های ویژه‌ای برای افراد زیر سن قانونی لحاظ می‌شوند؛ من جمله تشکیل دادگاه‌های متفاوت و بازداشت در مراکز مربوط به نوجوانان بزهکار. از این رو، متداول است که نحوه نگرش به این مسائل، به جای پرونده‌های مجرمانه از نوع پرونده‌های مدنی باشد.

## علل بزهکاری در نوجوانان
1.	عدم رشد کافی مغز
2.	تاثیر پذیری از اطرافیان
3.	ضعیف بودن بخش پیشانی در قشر خاکستری

## نگارخانه

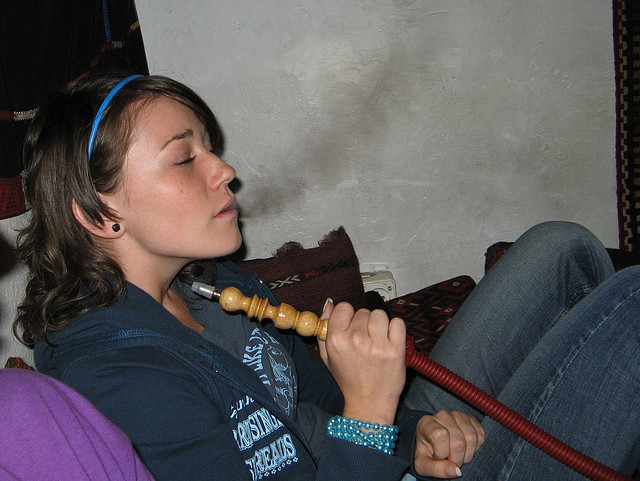
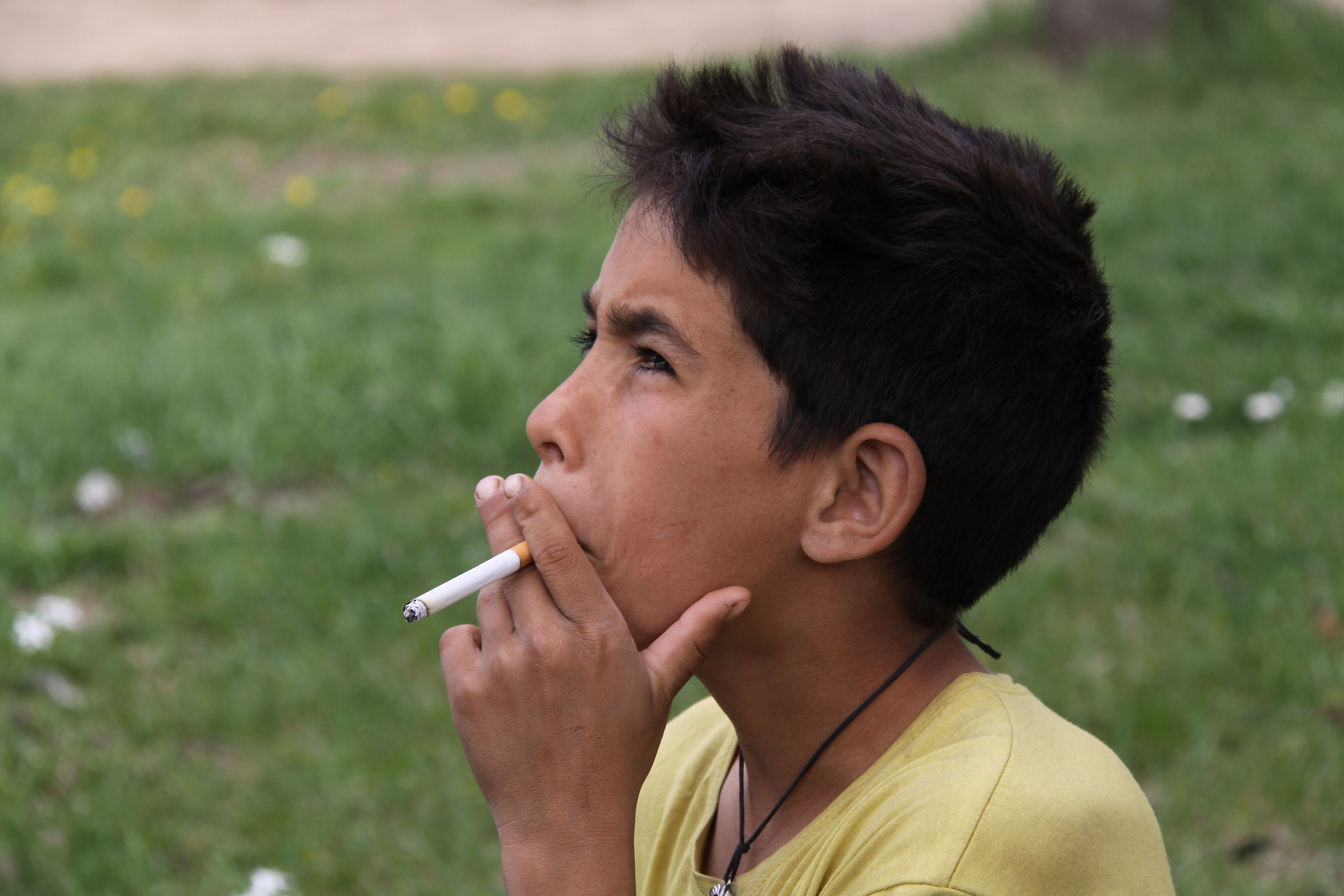